# 積性函數
在數論中，積性函數是指一個定義域為正整數n 的算術函數f(n)，有如下性質：f(1) = 1，且當a 和b 互質時，f(ab) = f(a) f(b)。
若一個函數f(n) 有如下性質：f(1) = 1，且對兩個隨意正整數a 和b 而言，不只限這兩數互質時，f(ab) = f(a)f(b) 都成立，則稱此函數為完全積性函數。
在數論以外的其他數學領域中所談到的積性函數通常是指完全積性函數。此條目則只討論數論中的積性函數。

## 例子
- {\displaystyle \varphi (n)}－歐拉φ函數，計算與n互質的正整數之數目
- {\displaystyle \mu (n)}－默比烏斯函數，關於非平方數的質因子數目
- {\displaystyle \gcd(n,k)} －最大公因數，當k固定的情況
- {\displaystyle \sigma _{k}}(n): 除數函數，n的所有正因數的k次冪之和，當中k可為任何複數。在特例中有：
  - {\displaystyle \sigma _{0}}(n) = d(n)  - n的正因數數目
  - {\displaystyle \sigma _{1}}(n) = {\displaystyle \sigma }(n) - n的所有正因數之和
- 1(n) －不變的函數，定義為 1(n)=1 （完全積性）
- Id(n) －單位函數，定義為 Id(n)=n （完全積性）
- Idk(n) －冪函數，對於任何複數、實數k，定義為Idk(n) = nk （完全積性）
  - Id0(n) = 1(n) 及
  - Id1(n) = Id(n)
- ε(n) －定義為：若n = 1，ε(n)=1；若n > 1，ε(n)=0。有時稱為「對於狄利克雷卷積的乘法單位」（完全積性）
- (n/p) －勒讓德符號，p是固定質數（完全積性）
- λ(n) －劉維爾函數，關於能整除n的質因子的數目
- γ(n)，定義為γ(n)=(-1)ω(n)，在此加性函數ω(n)是不同能整除n的質數的數目
- 所有狄利克雷特徵均是完全積性的

## 性質
積性函數的值完全由質數的冪決定，這和算術基本定理有關。即是說，若將n表示成質因數分解式如{\displaystyle {p_{1}}^{a_{1}}{p_{2}}^{a_{2}}...{p_{k}}^{a_{k}}}，則{\displaystyle f(n)=f({p_{1}}^{a_{1}})f({p_{2}}^{a_{2}})...f({p_{k}}^{a_{k}})}。
若f為積性函數且{\displaystyle f(p^{n})=f(p)^{n}}，則f為完全積性函數。

## 狄利克雷卷積
兩個積性函數的狄利克雷卷積必定是積性函數。因此，以卷積為群的運算，所有積性函數組成了一個子群。但注意兩個完全積性函數的卷積未必是完全積性的。